# Nachtlamp (lamp)

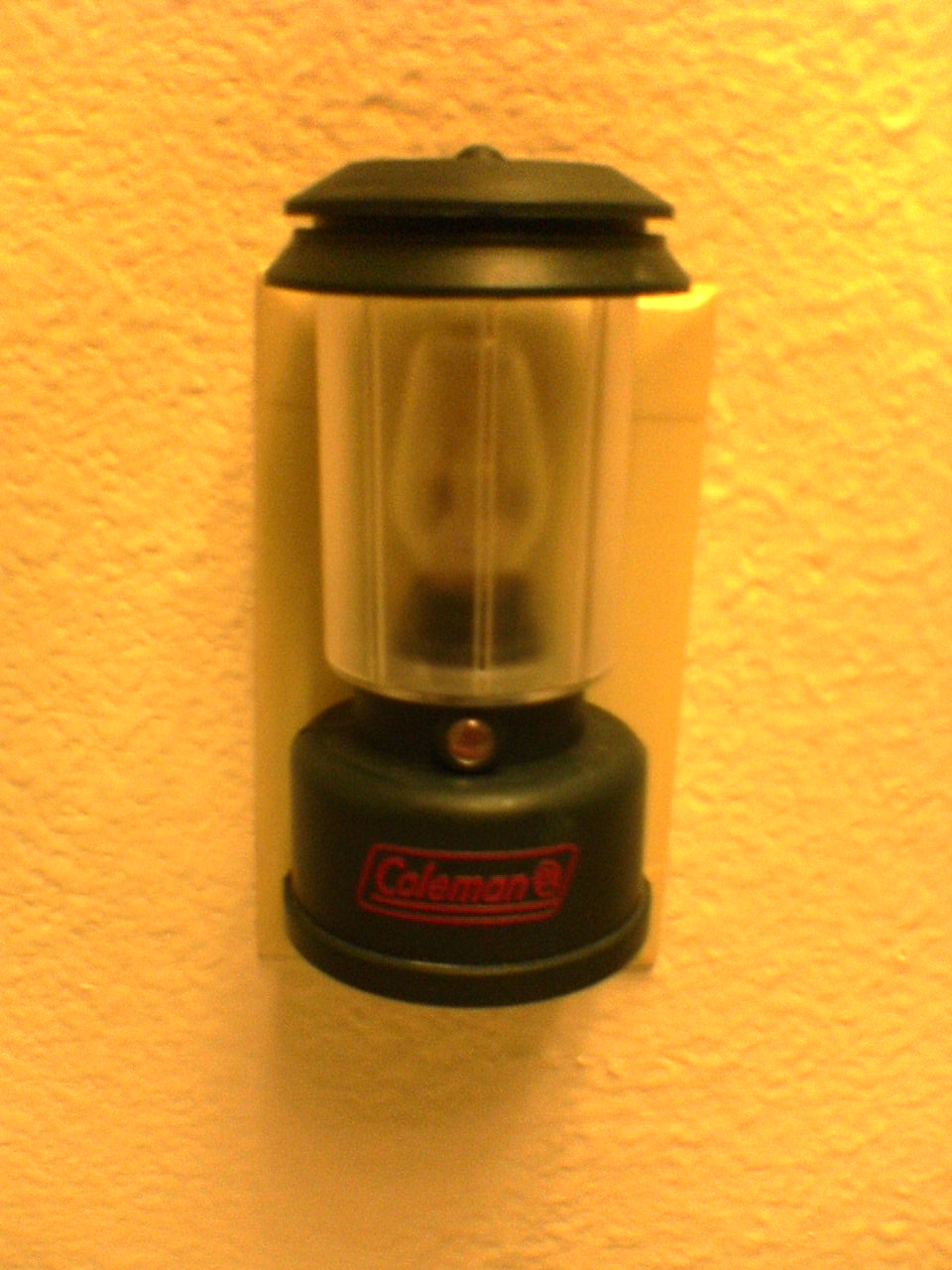
Een nachtlamp

Een nachtlamp is een lamp die speciaal bedoeld is om ’s nachts te blijven branden. Deze lampen worden doorgaans binnenshuis gebruikt, en blijven de hele nacht aan; ook wanneer men al naar bed is en de lamp dus niet aan hoeft te zijn om beter te kunnen zien. 
Nachtlampen worden voor verschillende doeleinden gebruikt. Zo hebben veel jonge kinderen vaak een nachtlamp op hun slaapkamer wanneer ze bang zijn in het donker. Ook kan men een nachtlamp gebruiken als gevoel van veiligheid, of om te zorgen dat men bij het ’s nachts betreden van een ruimte direct al wat kan zien zonder eerst naar de schakelaar van een lamp te hoeven zoeken.  
Nachtlampen bestaan in vele soorten. De oudere (voor ongeveer 2010) nachtlampjes waren gebaseerd op de gloeilamp en hadden een vermogen van 5 watt of minder. Tegenwoordig zijn nachtlampjes gebaseerd op bijvoorbeeld elektroluminescentie, neonlampen en leds en hebben een vermogen van minder dan 1 watt. Sommige modellen hebben een interne batterij zodat de lamp ook blijft branden bij een stroomstoring. Automatische nachtverlichting heeft een lichtsensor zodat de lamp automatisch aangaat als het donker wordt of een PIR sensor die het lampje inschakelt zodra iemand een ruimte binnenkomt.
Nachtlampen geven minder fel licht dan reguliere lampen. Het licht is doorgaans wel genoeg om de inhoud van een kamer te kunnen zien, maar niet zo fel dat het hinderlijk is bij het in slaap vallen of dat men erdoor verblind wordt indien men vanuit een donkere ruimte de kamer met de nachtlamp betreedt.
Nachtlampen worden vaak uitgevoerd in de vorm van een stopcontactlamp.